# Rzodkiewnik pospolity

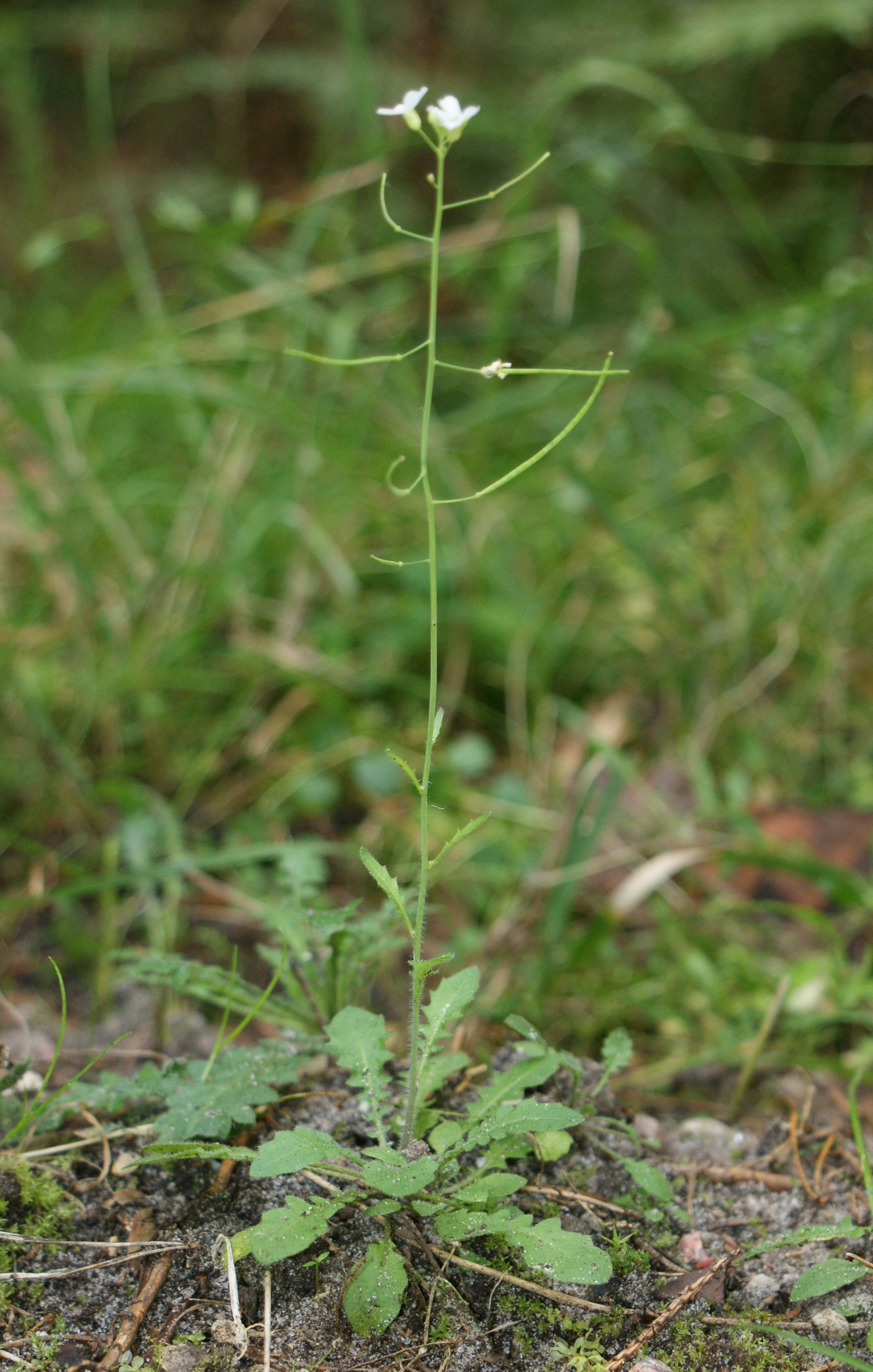
Pokrój

Rzodkiewnik pospolity, rzodkiewnik Thala (Arabidopsis thaliana (L.) Heynh.) – gatunek rośliny zielnej, należący do rodziny kapustowatych. Jest w botanice (m.in. genetyce roślin) gatunkiem modelowym (podobnie jak myszy i muszka owocowa w badaniach biologicznych człowieka).

## Rozmieszczenie geograficzne
Pierwotnie występował tylko w obszarze Morza Śródziemnego, jednak rozprzestrzenił się znacznie. Obecnie występuje prawie w całej Europie i Azji, niektórych obszarach Afryki Północnej oraz na Azorach. Na tym obszarze, włącznie z obszarami górskimi Afryki Środkowej, uznawany jest za gatunek występujący naturalnie (rodzimy). Status gatunku introdukowanego ma w Ameryce Północnej, w południowej części Ameryki Południowej, w południowej Afryce oraz w południowo-wschodniej Australii, na Tasmanii i w Nowej Zelandii. We florze Polski jest prawdopodobnie archeofitem. W Polsce jest gatunkiem szeroko rozpowszechnionym na obszarze niżu, rzadszym w górach (brak go w Bieszczadach i wyższych partiach Tatr) oraz lokalnie w północno-wschodniej części kraju.

## Morfologia
PokrójWątła roślina jednoroczna (występuje zarówno forma jara, jak i ozima), u dołu szorstko owłosiona. Korzeń krótki.
ŁodygaWysokość 5–30 cm, szarozielona, smukła i cienka, słabo ulistniona, rozgałęziająca się ku górze. W dole szorstko owłosiona, pokryta 2–3 dzielnymi włoskami.
LiścieOdziomkowe w rozetce gęsto owłosione, łopatkowate lub jajowate, całobrzegie lub ząbkowane, tępe. Liście łodygowe mniejsze, siedzące, lancetowate, u nasady klinowato zwężone.
KwiatyMałe, białe. Działki kielicha stulone, płatki korony 2–4 mm długości.
OwoceWzniesione, równowąskie i lekko spłaszczone łuszczyny o długości 0,5–2 cm, na cienkich i delikatnych szypułach o długości 1–1,5 cm.
NasionoJajowate, 0,4–0,5 mm długości i 0,25 mm szerokości, lekko spłaszczone, słabo połyskujące.

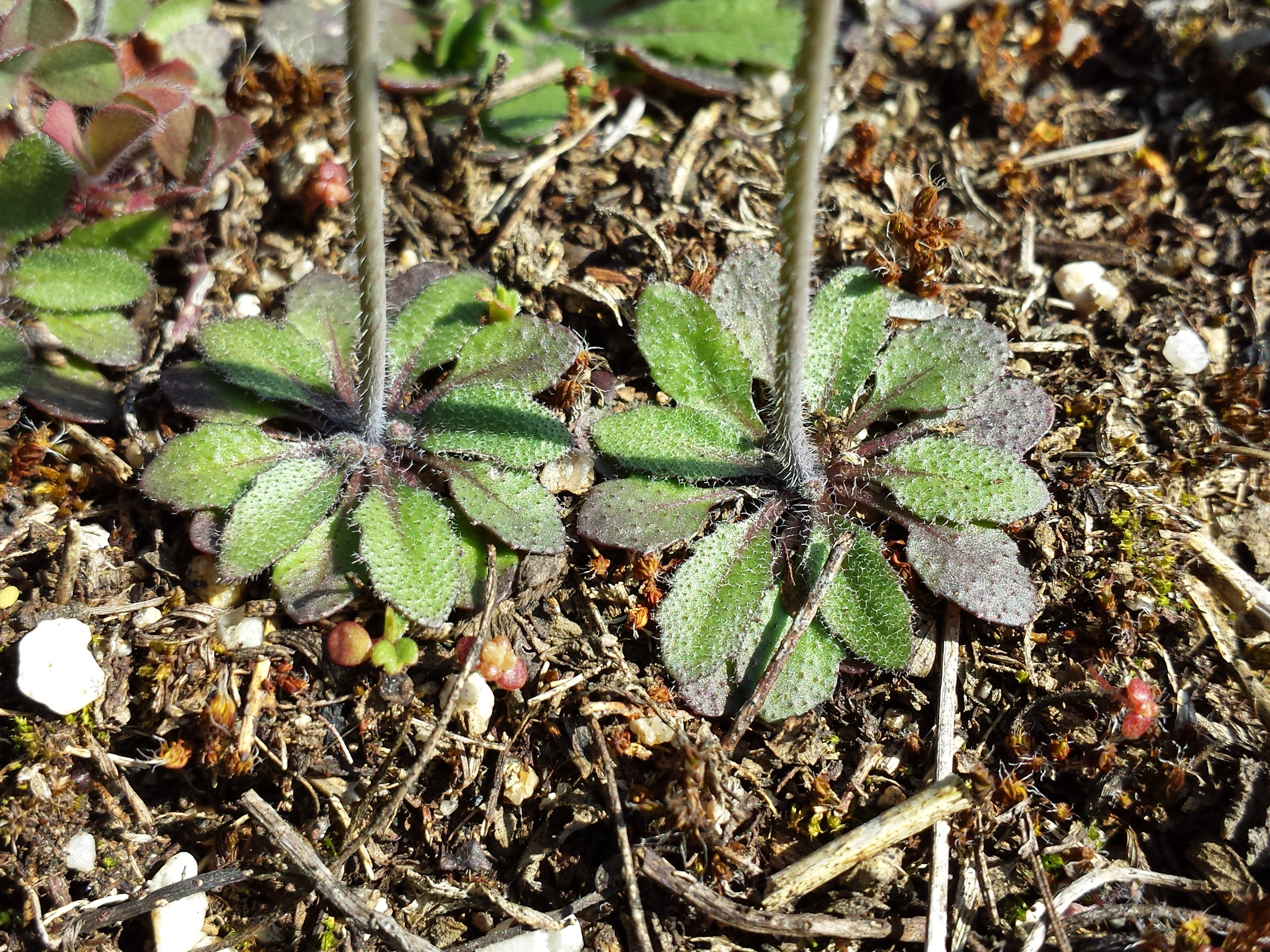
Rozetki liściowe
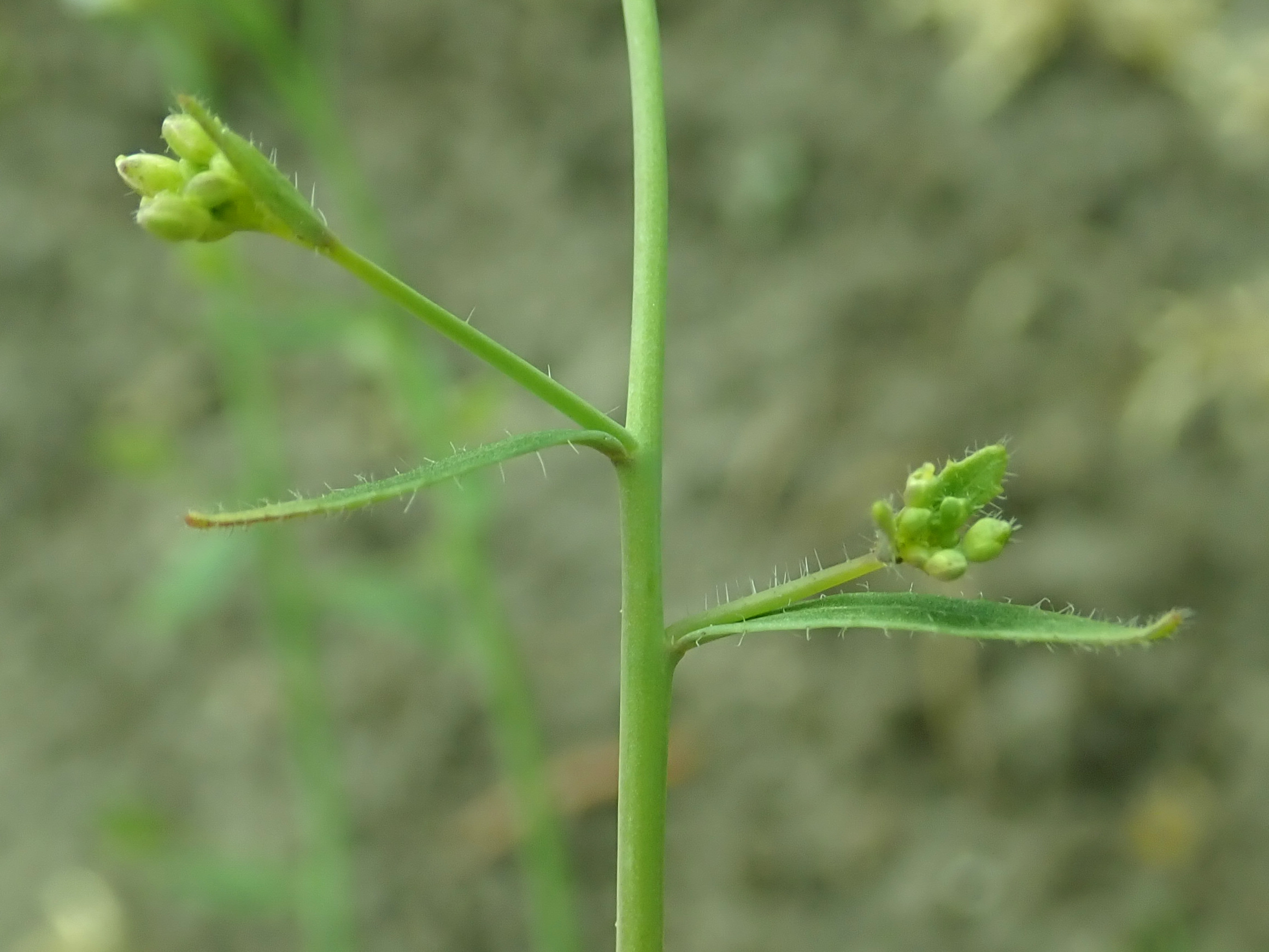
Liście łodygowe i pąki kwiatowe
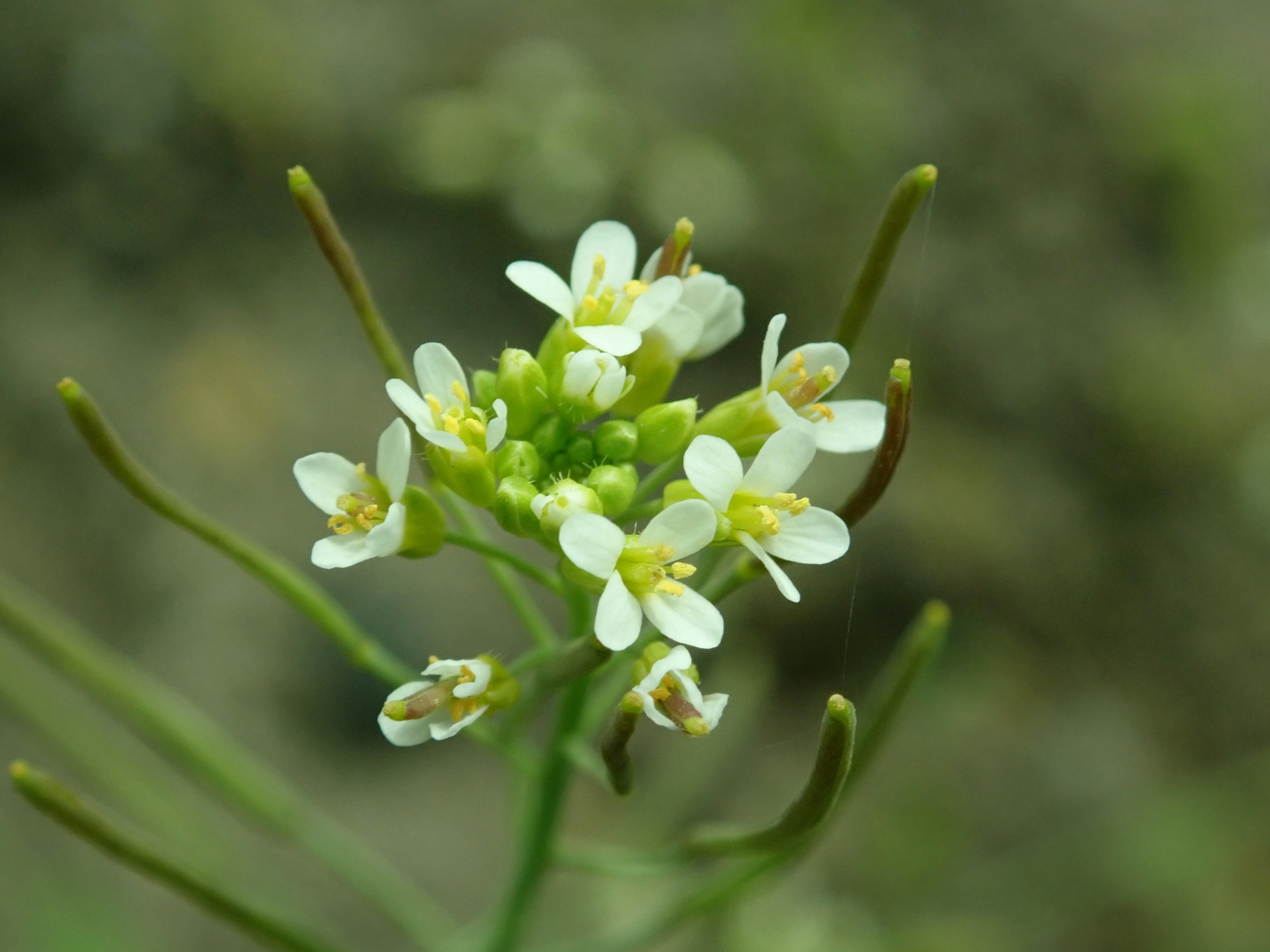
Kwiaty
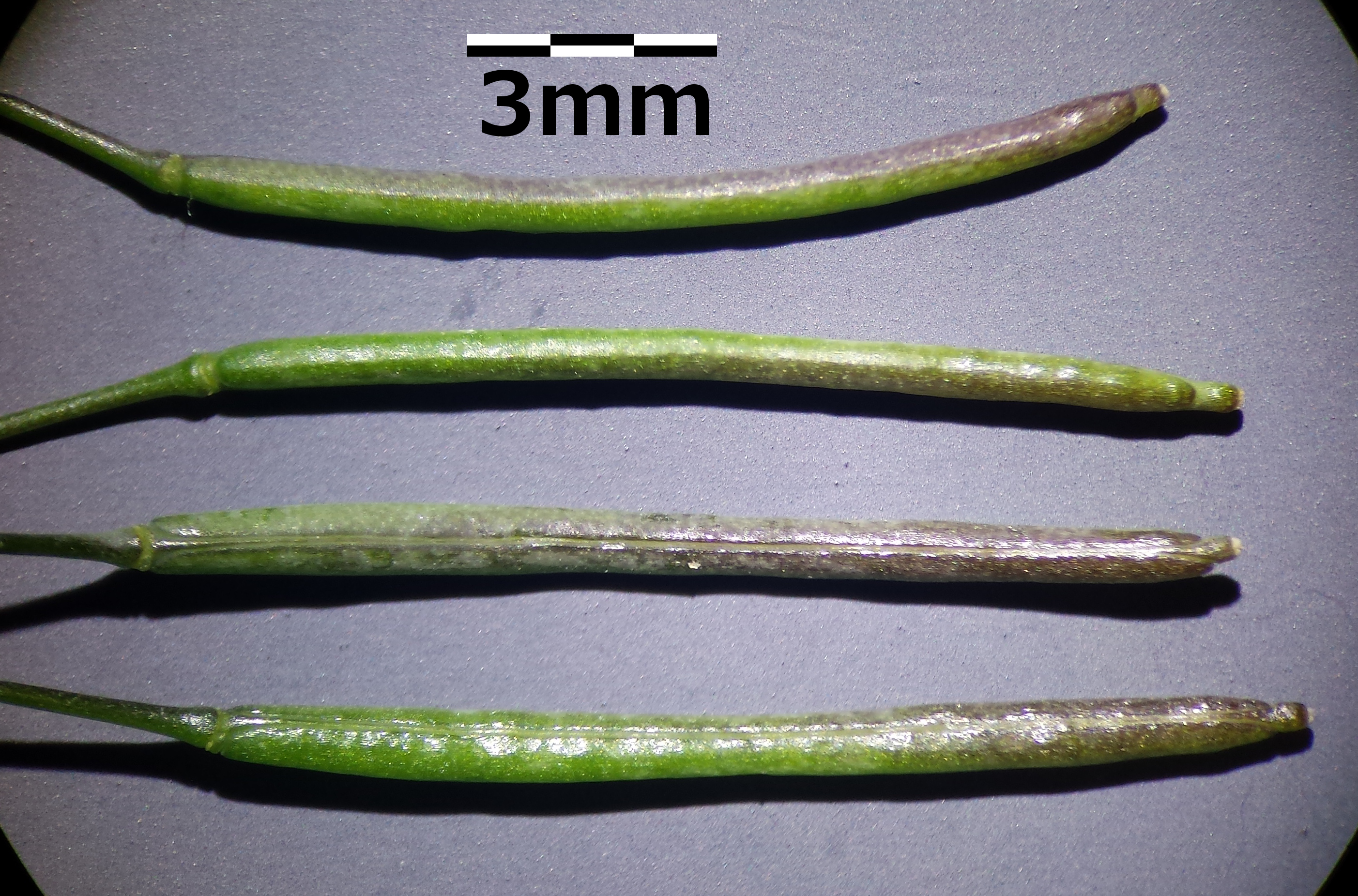
Owoce
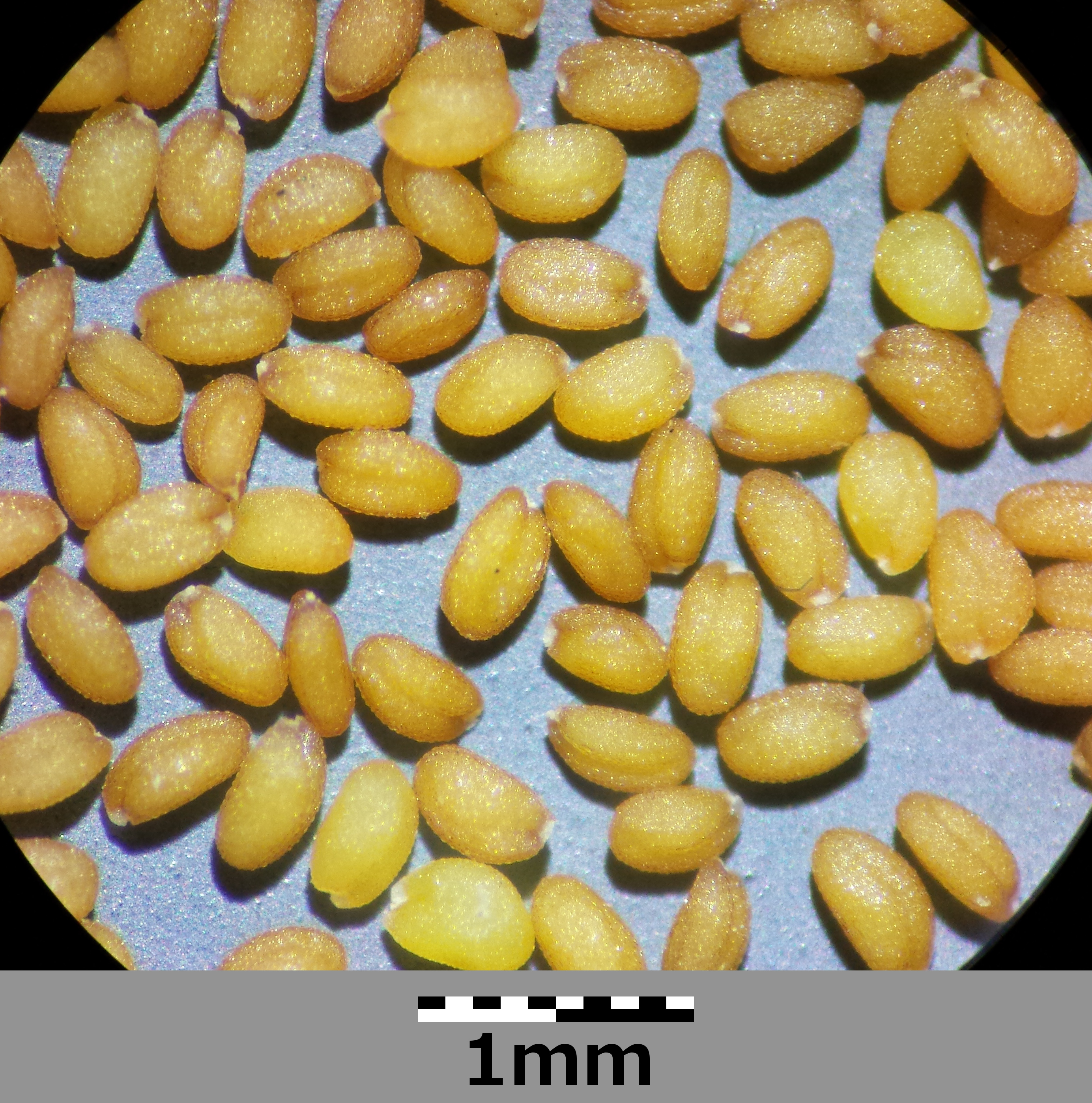
Nasiona

## Biologia i ekologia
Roślina jednoroczna. Kwitnie od kwietnia do maja, czasem drugi raz jesienią.
Rośnie na glebach mniej lub bardziej suchych i dość ubogich w wapń, piaszczystych, rzadziej nieco gliniastych. Występuje polach i odłogach, przydrożach, w piaszczystych murawach i widnych lasach. W klasyfikacji zbiorowisk roślinnych gatunek charakterystyczny dla Ass. Papaveretum argemones.  

## Organizm modelowy
Gatunek wykorzystywany jest jako roślina modelowa w genetyce ze względu na szereg specyficznych cech. Jego walorem są niewielkie rozmiary i odporność, dzięki czemu może być łatwo uprawiany w wielkich ilościach w warunkach laboratoryjnych. Cały cykl rozwojowy kończy w ciągu zaledwie 6 tygodni, po czym rośliny wydają nawet ponad 10 tysięcy nasion. Kwiaty są samopylne, co ułatwia krzyżowanie. Rzodkiewnik ma jedynie 5 par chromosomów i relatywnie małą liczbę genów, mniejszą niż inne rośliny o znanym genotypie. Dzięki swym cechom sekwencja nukleotydów w genomie rzodkiewnika została poznana już w 2000 roku. Prosta budowa materiału genetycznego ułatwia identyfikację, poznanie usytuowania i mechanizmu działania rozmaitych genów.
Do genomu rzodkiewnika pospolitego wstawiono gen bakterii produkujących witaminę B12 oraz gen człowieka odpowiedzialny za produkcję czynnika wewnętrznego będącego przenośnikiem witaminy B12 tzw. Intrinsic Factor. Wytworzone w ten sposób białka zostaną wykorzystane w produkcji preparatów w celu zapobiegania niedoborowi tej witaminy. Wniosek o zatwierdzenie genetycznej modyfikacji rzodkiewnika został złożony do Europejskiego Urzędu Bezpieczeństwa Żywności (EFSA).